# Legendary (videogioco)
Legendary (precedentemente conosciuto come Legendary: The Box) è un videogioco di genere sparatutto in prima persona, sviluppato da Spark Unlimited per le piattaforme PlayStation 3, Xbox 360 e Microsoft Windows. Il titolo è stato commercializzato nell'autunno del 2008, venendo pubblicato negli Stati Uniti da Gamecock Media Group e nel Regno Unito da Atari. 

## Modalità di gioco
Il gioco è ambientato in tempi moderni in molte città, come New York City e Londra, così come posti non rivelati. Il protagonista è un ladro professionista di nome Charles Deckard, che viene incaricato da una misteriosa organizzazione conosciuta come Ordine Oscuro di rubare un artefatto da un museo di New York che si scopre essere il leggendario vaso di Pandora. Ignorando la natura del vaso, Deckard lo apre, liberando dal suo interno tutti i tipi di creature mitologiche che si scatenano sul mondo, dando tuttavia a lui un potere noto come "Il Segnante" che gli dà il potere di risolvere questa crisi. Deckard combatte insieme ad un gruppo di forze paramilitari detto Consiglio dei 98 per rimettere le cose a posto, mentre l'Ordine Oscuro cerca di acquisire il potere del Segnante e controllare le creature per conquistare il mondo. Con l'aiuto di Vivian Kane, ex agente dell'Ordine Oscuro, e di Lexington, Leader del Consiglio dei 98, Deckard riesce finalmente a fermare i diabolici piani dell'Ordine Oscuro.

## Trama
Nel seminterrato di un museo di New York è stato trasportato un misterioso vaso, riesumato dalle profondità oceaniche. Charles Deckard, ladro di opere d'arte professionista, ha ricevuto l'incarico di introdursi all'interno della struttura e rubare l'artefatto per conto di Ormond LeFey, affarista milionario e leader di una misteriosa organizzazione nota come Ordine Oscuro: tuttavia, una volta giunto sul luogo, il protagonista lo apre accidentalmente e scopre in tal modo che l'oggetto è il leggendario vaso di Pandora della mitologia greca. L'incidente causa la liberazione di creature che si credeva appartenessero solo agli antichi miti, come grifoni, licantropi e golem, che in breve tempo mettono in ginocchio l'intera metropoli americana. In seguito al contatto con il vaso, inoltre, Deckard si ritrova con uno strano sigillo incastonato nella mano, scoprendo che questo gli consente di assorbire l'energia delle creature dopo averle abbattute. Durante la fuga, il protagonista viene intercettato e attaccato dagli uomini della milizia privata di LeFey, scoprendo che quest'ultimo ha ordinato la sua eliminazione. Vivian Kane, segretaria dell'affarista e agente dell'Ordine, si rifiuta tuttavia di tradire il ladro e accetta di aiutarlo.   
Mentre cerca di sopravvivere ai continui assalti dei mostri che infestano la città e agli uomini di LeFey, il ladro di opere si imbatte in una forza paramilitare clandestina nota come Consiglio dei 98, che gli rivela come il piano originale dell'Ordine Oscuro fosse proprio quello di causare l'apertura del vaso e gettare intenzionalmente il mondo nel caos. Ormond LeFey, infatti,  è riuscito a creare una macchina per ottenere il controllo mentale sulle creature mitologiche, che vuole sfruttare in combinazione con il suo esercito privato per imporre la sua leadership all'intero pianeta. Lexington, il capo del Consiglio, si dimostra riluttante all'idea di cooperare con Deckard e Vivian, ma cambia idea non appena scorge il sigillo sulla mano del protagonista e accetta di coinvolgerli nell'operazione per sigillare la porta tra realtà e mito. Dopo aver neutralizzato il gigantesco golem che assedia il centro newyorkese, i due vengono scortati a Londra, nel quartiere generale dell'organizzazione, dove viene trasportato anche il vaso di Pandora appena recuperato.   
Nella capitale inglese, Deckard e i suoi alleati riescono a recuperare un hard disk all'interno di una cattedrale abbandonata, contenente i piani dettagliati di Lefey: ciononostante,  l'unità di memoria contiene anche un virus trojan, che manda in tilt il sistema di sicurezza della base del Consiglio e permette alle squadre dell'Ordine di fare irruzione. Mentre cercano di respingere l'attacco, i protagonisti vengono sorpresi da un Kraken emerso dal fiume Tamigi, che viene sconfitto da Deckard grazie all'uso di un lanciamissili. Sfruttando la distrazione causata dal mostro marino, gli uomini di LeFey rapiscono Vivian e sottraggono nuovamente l'artefatto mitico, riportandolo negli Stati Uniti.   
Nel corso dell'ultimo, disperato attacco al quartier generale nemico, il protagonista riesce a rimettersi in contatto con Vivian, che lo guida fino al tetto dell'edificio, dove riesce a sovraccaricare la macchina per il controllo delle creature e a causarne l'esplosione, facendo perdere a LeFey qualsiasi influenza che potesse esercitare sui mostri. A questo punto, un licantropo e un grifone uccidono brutalmente il leader dell'Ordine Oscuro, mentre il vaso di Pandora viene distrutto generando un impatto che sembra travolgere anche Vivian.   
Una volta debellata la minaccia, il Consiglio dei 98 volta le spalle a Deckard e lo imprigiona per impedire che il manufatto sulla sua mano possa causare un secondo incidente. Ciononostante, il finale mostra come il ladro sia riuscito a scappare e ad evocare nuovamente le bestie leggendarie.   

## Protagonisti
Charles DeckardUn ladro professionista molto famoso nel mondo criminale, con profonde conoscenze nel campo della mitologia e dell'elettronica. Dopo aver aperto il Vaso di Pandora per ordine di Ormond Lefey, viene marchiato con un simbolo di natura ignota, ottenendo un grande potere che è la chiave per salvare il mondo. La sua abilità con le armi da fuoco e i suoi nervi saldi vengono allo scoperto dopo che libera le creature nel Vaso di Pandora. Dimostra inoltre di volere redimersi dal suo gesto, rischiando la vita in più di un'occasione. Alla fine del gioco decide di andarsene dal Consiglio e di cercare da solo un modo di sigillare nuovamente i mostri del Vaso di Pandora.
Vivian KaneLa segretaria personale di Lefey, ha il compito di assistere Deckard durante il furto del Vaso di Pandora. In seguito viene tradita e quasi uccisa dal suo capo, il che la spinge ad allearsi con il Consiglio dei 98, organizzazione rivale dell'Ordine Oscuro. Nel filmato finale viene data per morta dopo l'esplosione del quartier generale dell'Ordine Oscuro, ma si intuisce che riesce in qualche modo a sopravvivere.
LexingtonIl leader del consiglio dei 98, è un uomo serio e leale, dell'aria severa e risoluta. Inizialmente non risulta simpatico a Deckard, ma si rivela in seguito un buon alleato, fermamente deciso a riportare l'ordine nel mondo.
Consiglio dei 98Un'organizzazione segreta paramilitare che esiste da millenni. Ha il compito di vegliare sul Vaso di Pandora, aiuta Deckard nel suo viaggio. Dimostra di avere molta influenza nel governo e nell'industria bellica, perché i suoi membri sono ben equipaggiati.

## Nemici
Ormond LefeyCapo dell'Ordine Oscuro, nel tempo libero colleziona opere d'arte. Rimane ossessionato dalla leggenda del Vaso di Pandora e commissiona a Deckard il furto dell'artefatto. Una volta che impara a dominare il potere contenuto in esso ottiene il controllo mentale sulle creature e decide di utilizzarle in combinazione al suo esercito personale per dominare il mondo. Nonostante arrivi molto vicino al raggiungimento del suo obbiettivo, alla fine Deckard sventa il suo piano e Lefey muore poco dopo.
Ordine OscuroUna confraternita che un tempo era collegata al Consiglio dei 98, l'ha poi rinnegato perché si poneva come scopo l'utilizzo del Vaso di Pandora per dominare il mondo, e la cosa non era approvata dal Consiglio. L'Ordine Oscuro è un gruppo parimilitare capace di rivaleggiare con il Consiglio per ricchezza, potenza e influenza. I suoi soldati cercano in tutti i modi di assassinare Deckard per di impedirgli di usare la sua energia per rinchiudere i mostri.

## Accoglienza
Legendary è stato giudicato piuttosto negativamente dalla critica, ricevendo voti molto bassi dalle principali testate del settore, tra cui un 3.5/10 da GameSpot e un 2.5/10 da IGN. I principali demeriti attribuiti al titolo sono l'intelligenza artificiale deficitaria, la povertà del comparto tecnico e l'eccessiva legnosità dei controlli. Eurogamer, con una valutazione finale di 20/100, l'ha definito "l'equivalente videoludico dei fagioli di marca scadente di un supermercato, ma anziché costare undici centesimi, costa tanto quanto una bistecca cucinata da uno chef di prestigio". Alcune recensioni favorevoli sono state tuttavia pubblicate da riviste come Official Xbox Magazine 
Una delle poche recensioni favorevoli è stata quella della rivista statunitense Official Xbox Magazine, che lo ha giudicato con un 7,5 su 10, affermando che nonostante alcuni aspetti datati, il gioco rimaneva comunque uno shooter divertente.